# Чайное дерево
Ча́йное де́рево, или Мелалеука (лат. Melaleuca) — род тропических деревьев и кустарников из семейства Миртовые. Этот род близок к другому роду миртовых — эвкалипту.
Самый распространённый вид — Melaleuca alternifolia, другие виды — Melaleuca viridiflora и Melaleuca leucadendra. Из них получают эфирное масло. Виды Melaleuca armillaris и Melaleuca howeana терапевтического значения не имеют.

## Ботаническое описание
Мелалеука — вечнозелёные, невысокие деревья и кустарники с мягкой, светлой, шелушащейся корой (в отличие от большинства видов эвкалиптов, лишённых коры или имеющих прилегающую кору) и удлинёнными, белыми или желтоватыми пушистыми цветами и сухими, похожими на эвкалиптовые листьями, почти не дающими тени. Листья богаты сильнопахнущими эфирными маслами, имеющими запах, немного напоминающий камфору. Из этих листьев готовят эфирное масло, носящее название масла чайного дерева.
Формула цветка:{\displaystyle \ast K_{5}\;C_{5}\;A_{\infty }\;G_{({\underline {3}})}}

## Название
Бытовые названия многих австралийских растений содержат неточности и часто вводят в заблуждение. Так, бо́льшая часть видов Melaleuca известна под названием «бумажная кора» (англ. paperbark), а меньшая часть — как «медовые мирты» (honey myrtles). Некоторые виды рода Melaleuca используются в производстве эфирного масла, носящего название масла чайного дерева (tea tree oil), что также вводит в заблуждение, так как к чаю оно отношения не имеет.

## Использование

### У аборигенов
Коренные австралийцы использовали несколько видов этого растения для изготовления плотов, в качестве кровли для укрытия, повязок и приготовления пищи.

### В медицине и косметологии
Эфирные масла Melaleuca alternifolia используются в фармации как антисептик, противогрибковое, отхаркивающее средство и при ароматерапии. Также практикуется применение масла чайного дерева в составе продуктов для гигиены полости рта.

### В садоводстве
Чайные деревья — популярные садовые растения, как в Австралии, так и в других тропических районах по всему миру.

## Виды
По информации базы данных The Plant List, род включает 265 видов.

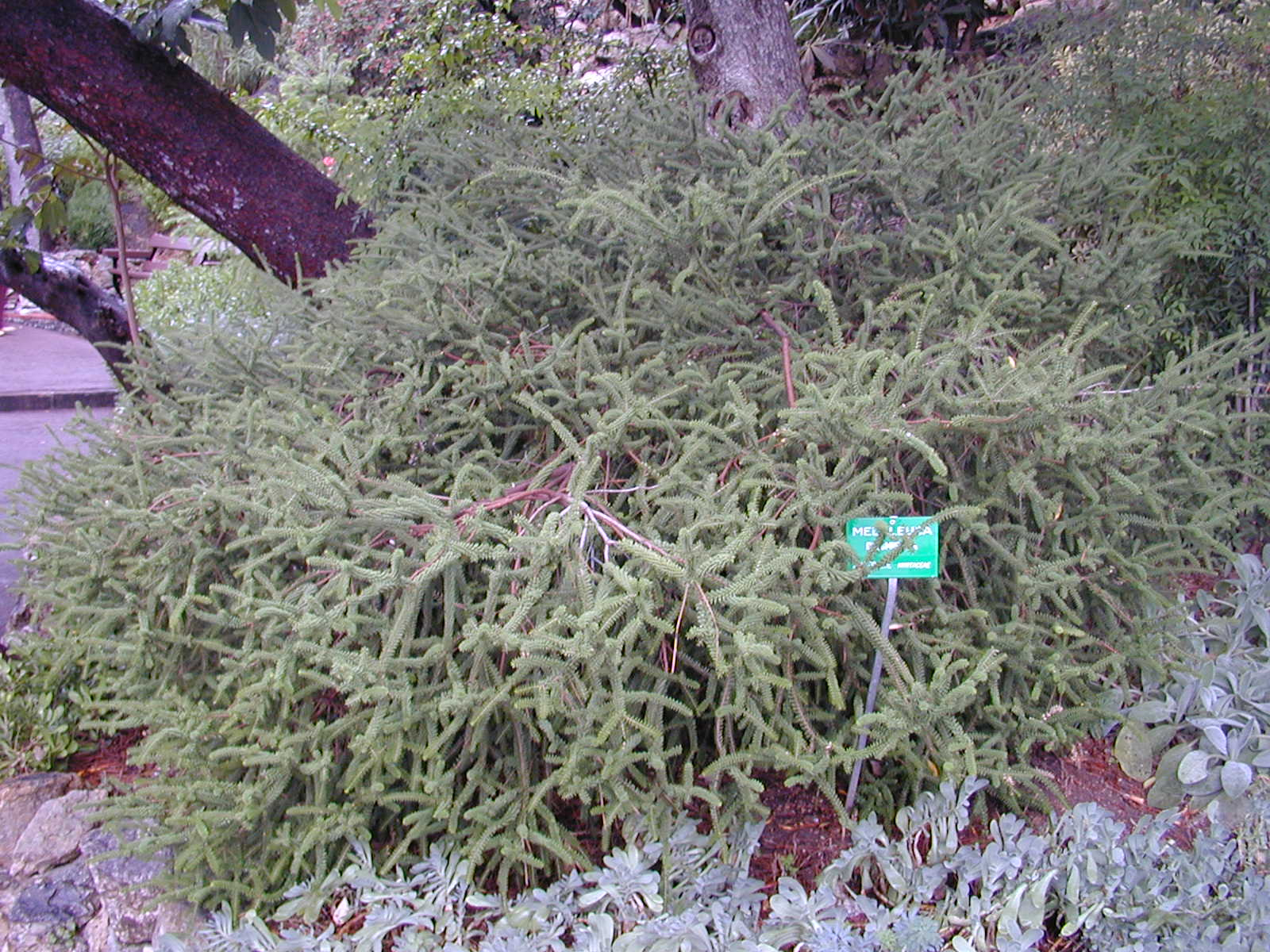
Melaleuca diosmifolia
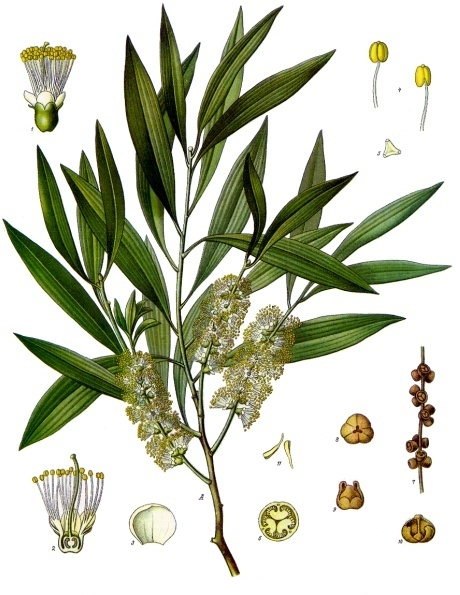
Melaleuca leucadendra
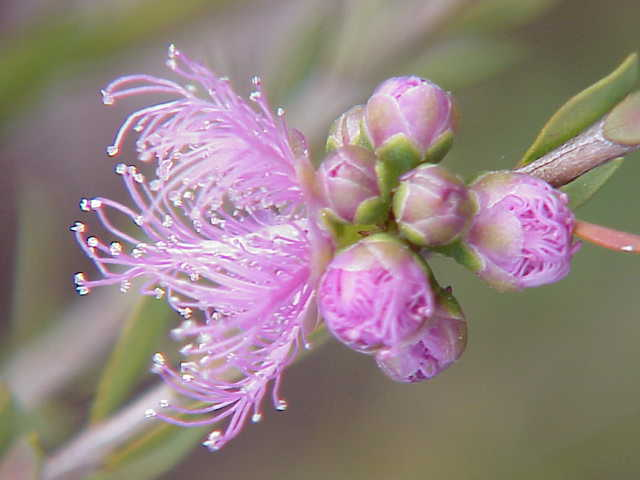
Melaleuca thymifolia